# Starostowie krośnieńscy
Starostowie krośnieńscy od XIV wieku do czasów współczesnych pełniący urzędy na terenach ziemi krośnieńskiej
W XVII w. starostwo krośnieńskie nawet w Bieszczadach obejmowało: Balnicę, Czystohorb, Dołżycę, Duszatyn, Jawornik, Komańczę, Łupków, Maniów, Mików, Prełuki, Roztoki Górne, Rzepedź, Smolnik, Solinkę, Szczawne, Szczerbanówkę, Turzańsk, Wolę Michową i Wołosate.
Było to tak ważne stanowisko, że nawet w kłótni o starostwo krośnieńskie; sejm koronacyjny w 1669 r. zerwano, jak pisał Józef Szujski (Opowiadania i roztrząsania, 1888, t. 4, s. 210), gdy po Karolu Fredrze (zm. w 1669) król Jan Kazimierz starostwo (odebrane, jeszcze 24 grudnia 1667 r.), podpisał dla wojewody sandomierskiego Jana Aleksandra Tarły.

## Starosta
- Stanisław Litwos Kazanowski – komisarz królewski, mąż Anny z Sienna
- Zygmunt Kazanowski w l. 1613-1617 – marszałek królewski
- Stanisław Kazanowski (syn Zygmunta), otrzymał od ojca w 1622 roku starostwo krośnieńskie za konsensem królewskim z 1620 roku.
- Gabriel Wojniłłowicz ok. 1650,
- Michał Wojniłowicz – porucznik królewskiej chorągwi husarskiej, starosta przed 1657 r.?
- Zygmunt Fredro (zm. 1663)- starosta krośnieński (1657- 1663)
- Karol Fredro s. Zygmunta Fredro (z Pleszewic(zm. 1663)), zabity w Warszawie w 12 sierpnia 1669, starosta krośnieński (1663-1667),
- Jan Aleksander Tarło – starosta krośnieński (24 grudnia 1667-1669)
- Andrzej Maksymilian Fredro (ok. 1620–1679) h. Bończa – (syn Zygmunta z Pleszewic, brat Jana Karola Fredry) – starosta (od 1669 do 1679 r.) – wojewoda podolski od 1676, filozof, pisarz barokowy.
- Jan Klemens Branicki (marszałek nadworny koronny) zm. 1673
- Stefan Mikołaj Branicki (zm. w 1709) starosta krośnieński w 1673
- Jan Klemens Branicki (hetman) – ok. (21 września 1689-1720),
- Edmund Romer z Bezdziedzy, powstaniec styczniowy, urzędnik we Lwowie, starosta w Krośnie od 1879 r.
- dr Stefan Żolechowski – od 28.10.1918 r.
- Emil Rappe, (starosta od 1919), w 1924 r.
- Adam Karol Ludwik Łoś (1883-1942), współwłaściciel majątku Domażyr, starosta (lub wicestarosta) powiatowy w Krośnie (przed 1939 r.).